# NGC 206
NGC 206 je sjajni zvjezdani oblak u Andromedinoj galaksiji, u  zviježđu Andromede. Ovo je najsjajniji zvjezdani oblak u M 31, gledano sa Zemlje.

## Fizička obilježja
NGC 206 je najbogatiji i najupečatljiviji zvjezdani oblak u Andromedovoj galaksiji, kao i jedno od najvećih i najsjajnijih područja stvaranja zvijezda u lokalnoj grupi.  Sadrži više od 300 zvijezda svjetlije od M b = –3,6.  Edwin Hubble ju je izvorno identificirao kao zvjezdani skup, ali danas je zbog svoje veličine klasificiran kao OB asocijacija. 
NGC 206 smješten je u spiralnom kraku Andromedine galaksije, u zoni bez neutralnog vodika i ima dvostruku strukturu, s jednom regijom koja ima starost oko 10 milijuna godina i uključuje nekoliko područja H II u jednoj od svojih granica i drugi s dobi između 40 milijuna i 50 milijuna godina koji uključuje brojne cefeide. Oba dijela su odvojeni nakupinom međuzvjezdane prašine i uključuju stotine zvijezda spektralnog tipa O i B .

## Vanjske poveznice
- NGC 206 @ SEDS NGC objects pages  Arhivirana inačica izvorne stranice od 20. lipnja 2010. (Wayback Machine)